# Formuła 1 Sezon 2019
Sezon 2019 Formuły 1, oficjalnie FIA Formula One World Championship 2019 – 70. sezon Mistrzostw Świata Formuły 1.
Mistrzem świata w klasyfikacji kierowców po raz szósty w karierze został Lewis Hamilton. Mistrzostwo w klasyfikacji konstruktorów szósty raz z rzędu zdobył Mercedes.

## Prezentacje samochodów
| Samochód                      | Data prezentacji | Data prezentacji | Data prezentacji | Data prezentacji | Data prezentacji | Data prezentacji |
| ----------------------------- | ---------------- | ---------------- | ---------------- | ---------------- | ---------------- | ---------------- |
| Haas VF-19                    | 7 lutego 2019    | 7 lutego 2019    | 7 lutego 2019    | 7 lutego 2019    | 7 lutego 2019    | 7 lutego 2019    |
| Toro Rosso STR14              | 11 lutego 2019   | 11 lutego 2019   | 11 lutego 2019   | 11 lutego 2019   | 11 lutego 2019   | 11 lutego 2019   |
| Renault R.S.19                | 12 lutego 2019   | 12 lutego 2019   | 12 lutego 2019   | 12 lutego 2019   | 12 lutego 2019   | 12 lutego 2019   |
| Racing Point RP19             | 13 lutego 2019   | 13 lutego 2019   | 13 lutego 2019   | 13 lutego 2019   | 13 lutego 2019   | 13 lutego 2019   |
| Mercedes AMG F1 W10 EQ Power+ | 13 lutego 2019   | 13 lutego 2019   | 13 lutego 2019   | 13 lutego 2019   | 13 lutego 2019   | 13 lutego 2019   |
| Red Bull RB15                 | 13 lutego 2019   | 13 lutego 2019   | 13 lutego 2019   | 13 lutego 2019   | 13 lutego 2019   | 13 lutego 2019   |
| McLaren MCL34                 | 14 lutego 2019   | 14 lutego 2019   | 14 lutego 2019   | 14 lutego 2019   | 14 lutego 2019   | 14 lutego 2019   |
| Ferrari SF90                  | 15 lutego 2019   | 15 lutego 2019   | 15 lutego 2019   | 15 lutego 2019   | 15 lutego 2019   | 15 lutego 2019   |
| Williams FW42                 | 15 lutego 2019   | 15 lutego 2019   | 15 lutego 2019   | 15 lutego 2019   | 15 lutego 2019   | 15 lutego 2019   |
| Alfa Romeo C38                | 18 lutego 2019   | 18 lutego 2019   | 18 lutego 2019   | 18 lutego 2019   | 18 lutego 2019   | 18 lutego 2019   |

## Lista startowa
| Zespół                           | Konstruktor               | Samochód         | Silnik (1.6l V6T)      | Opony | Nr | Kierowcy wyścigowi | Rundy | Kierowcy rezerwowi                        |
| -------------------------------- | ------------------------- | ---------------- | ---------------------- | ----- | -- | ------------------ | ----- | ----------------------------------------- |
| Renault F1 Team                  | Renault                   | R.S.19           | Renault E-Tech 19      | P     | 3  | Daniel Ricciardo   | 1-21  | Zhou Guanyu Siergiej Sirotkin Jack Aitken |
| Renault F1 Team                  | Renault                   | R.S.19           | Renault E-Tech 19      | P     | 27 | Nico Hülkenberg    | 1-21  | Zhou Guanyu Siergiej Sirotkin Jack Aitken |
| McLaren F1 Team                  | McLaren-Renault           | MCL34            | Renault E-Tech 19      | P     | 4  | Lando Norris       | 1-21  | Sérgio Sette Câmara Siergiej Sirotkin     |
| McLaren F1 Team                  | McLaren-Renault           | MCL34            | Renault E-Tech 19      | P     | 55 | Carlos Sainz Jr.   | 1-21  | Sérgio Sette Câmara Siergiej Sirotkin     |
| Scuderia Ferrari                 | Ferrari                   | SF90             | Ferrari 064            | P     | 5  | Sebastian Vettel   | 1-21  | Pascal Wehrlein Brendon Hartley           |
| Scuderia Ferrari                 | Ferrari                   | SF90             | Ferrari 064            | P     | 16 | Charles Leclerc    | 1-21  | Pascal Wehrlein Brendon Hartley           |
| Alfa Romeo Racing                | Alfa Romeo Racing-Ferrari | C38              | Ferrari 064            | P     | 7  | Kimi Räikkönen     | 1-21  | Marcus Ericsson                           |
| Alfa Romeo Racing                | Alfa Romeo Racing-Ferrari | C38              | Ferrari 064            | P     | 99 | Antonio Giovinazzi | 1-21  | Marcus Ericsson                           |
| Haas F1 Team                     | Haas-Ferrari              | VF-19            | Ferrari 064            | P     | 8  | Romain Grosjean    | 1-21  | Pietro Fittipaldi                         |
| Haas F1 Team                     | Haas-Ferrari              | VF-19            | Ferrari 064            | P     | 20 | Kevin Magnussen    | 1-21  | Pietro Fittipaldi                         |
| Red Bull Toro Rosso Honda        | Scuderia Toro Rosso-Honda | STR14            | Honda RA619H           | P     | 10 | Pierre Gasly       | 13-21 | brak (był to zespół rezerwowy)            |
| Red Bull Toro Rosso Honda        | Scuderia Toro Rosso-Honda | STR14            | Honda RA619H           | P     | 23 | Alexander Albon    | 1-12  | brak (był to zespół rezerwowy)            |
| Red Bull Toro Rosso Honda        | Scuderia Toro Rosso-Honda | STR14            | Honda RA619H           | P     | 26 | Daniił Kwiat       | 1-21  | brak (był to zespół rezerwowy)            |
| Aston Martin Red Bull Racing     | Red Bull Racing-Honda     | RB15             | Honda RA619H           | P     | 10 | Pierre Gasly       | 1-12  | Sébastien Buemi                           |
| Aston Martin Red Bull Racing     | Red Bull Racing-Honda     | RB15             | Honda RA619H           | P     | 23 | Alexander Albon    | 13-21 | Sébastien Buemi                           |
| Aston Martin Red Bull Racing     | Red Bull Racing-Honda     | RB15             | Honda RA619H           | P     | 33 | Max Verstappen     | 1-21  | Sébastien Buemi                           |
| SportPesa Racing Point F1 Team   | Racing Point-BWT Mercedes | RP19             | BWT Mercedes           | P     | 11 | Sergio Pérez       | 1-21  | Esteban Ocon                              |
| SportPesa Racing Point F1 Team   | Racing Point-BWT Mercedes | RP19             | BWT Mercedes           | P     | 18 | Lance Stroll       | 1-21  | Esteban Ocon                              |
| Mercedes-AMG Petronas Motorsport | Mercedes                  | F1 W10 EQ Power+ | Mercedes M10 EQ Power+ | P     | 44 | Lewis Hamilton     | 1-21  | Stoffel Vandoorne Esteban Ocon            |
| Mercedes-AMG Petronas Motorsport | Mercedes                  | F1 W10 EQ Power+ | Mercedes M10 EQ Power+ | P     | 77 | Valtteri Bottas    | 1-21  | Stoffel Vandoorne Esteban Ocon            |
| ROKiT Williams Racing            | Williams-Mercedes         | FW42             | Mercedes M10 EQ Power+ | P     | 63 | George Russell     | 1-21  | Nicholas Latifi                           |
| ROKiT Williams Racing            | Williams-Mercedes         | FW42             | Mercedes M10 EQ Power+ | P     | 88 | Robert Kubica      | 1-21  | Nicholas Latifi                           |
| Zespół                           | Konstruktor               | Samochód         | Silnik (1.6l V6T)      | Opony | Nr | Kierowcy wyścigowi | Rundy | Kierowcy rezerwowi                        |

### Piątkowi kierowcy
Jeśli kierowca brał udział w piątkowym treningu, symbol oznacza, którego z kierowców wyścigowych zastąpił.

| Kierowca        | Nr | Zespół     | Australia | Bahrajn |  | Azerbejdżan | Hiszpania | Monako | Kanada |     | Austria | Wielka Brytania | Niemcy | Węgry | Belgia | Włochy | Singapur | Rosja | Japonia | Meksyk | Stany Zjednoczone | Brazylia |  |
| --------------- | -- | ---------- | --------- | ------- |  | ----------- | --------- | ------ | ------ | --- | ------- | --------------- | ------ | ----- | ------ | ------ | -------- | ----- | ------- | ------ | ----------------- | -------- |  |
| Naoki Yamamoto  | 38 | Toro Rosso |           |         |  |             |           |        |        |     |         |                 |        |       |        |        |          |       | GAS     |        |                   |          |  |
| Nicholas Latifi | 40 | Williams   |           |         |  |             |           |        | KUB    | RUS |         |                 |        |       | RUS    |        |          |       |         | KUB    | RUS               | KUB      |  |

### Przed rozpoczęciem sezonu

#### Zmiany wśród zespołów
- Po dwunastu latach współpracy, Red Bull Racing zakończyło współpracę z Renault, wobec czego zespół przeszedł na silniki Honda[49]
- Po sezonie 2018, marka Martini przestała być sponsorem tytularnym zespołu Williams[50]. Nowym tytularnym sponsorem brytyjskiej stajni została firma telekomunikacyjna ROKiT[51].
- Zmieniono nazwę konstruktora zespołu Racing Point – z Force India na Racing Point[52]
- Sponsorem tytularnym zespołu Racing Point została platforma bukmacherska SportPesa[4].
- Sponsorem tytularnym zespołu Haas został producent napojów energetycznych Rich Energy[53].
- Zespół Sauber zmienił nazwę na Alfa Romeo Racing, tym samym nazwa Sauber zniknęła z Formuły 1 po 26 latach[54].

#### Zmiany wśród kierowców
- Zespół McLaren całkowicie zmienił skład kierowców. Fernando Alonso zdecydował się zakończyć starty w Formule 1[55], natomiast Stoffel Vandoorne został kierowcą ekipy HWA Racelab w Formule E i kierowcą rozwojowym Mercedes[56][57]. Nowymi reprezentantami brytyjskiej stajni zostali Carlos Sainz Jr.[58] i Lando Norris[59].
- Zespół Racing Point postanowił, że partnerem zespołowym Sergio Péreza zostanie Lance Stroll[41]. Esteban Ocon został kierowcą rezerwowym Mercedesa i Racing Point[44][40].
- Zespół Williams nie przedłużył kontraktu z Siergiejem Sirotkinem[60]. Jego miejsce zajął Robert Kubica[48]. Partnerem zespołowym Kubicy został George Russell, mistrz Formuły 2 z 2018[46].
- Daniel Ricciardo po pięciu latach odszedł z zespołu Red Bull Racing, przechodząc do zespołu Renault w miejsce Carlosa Sainza[12]. Natomiast miejsce australijskiego kierowcy w austriackiej ekipie zajął Pierre Gasly[36].
- Zespół Scuderia Toro Rosso zmienił skład kierowców – nowymi kierowcami włoskiej ekipy zostali Alexander Albon i Daniił Kwiat, dla którego to będzie pierwszy wyścig w tej stajni od Grand Prix Stanów Zjednoczonych 2017[33][34].
- Kimi Räikkönen i Charles Leclerc zamienili się miejscami w zespole – Fin trafił do zespołu Sauber, przemienionego na Alfa Romeo Racing, natomiast Monakijczyk został partnerem zespołowym Sebastiana Vettela w Ferrari[26][24].
- Antonio Giovinazzi został partnerem zespołowym Kimiego Räikkönena[28], zastępując Marcusa Ericssona, który został trzecim kierowcą zespołu Alfa Romeo Racing[27].

### W trakcie sezonu

#### Zmiany wśród zespołów
- Przed Grand Prix Wielkiej Brytanii, Rich Energy poinformowało o zerwaniu współpracy z zespołem Haas[61]. Ostatecznie stajnia przerwała współpracę po Grand Prix Włoch[62].

#### Zmiany wśród kierowców
- Po Grand Prix Węgier, Pierre Gasly i Alexander Albon zamienili się miejscami w zespole. Francuz powrócił do zespołu Scuderia Toro Rosso, natomiast Taj został nowym partnerem zespołowym Maksa Verstappena[32].

## Kalendarz
Poniższa tabela obejmuje Grand Prix, które znalazły się w kalendarzu na sezon 2019, ogłoszonym 12 października 2018 roku.
| 1 | 2 | 3 | 4 |
| --- | --- | --- | --- |
| Grand Prix Australii 15-17 marca Szczegółowy rezultatPP: L. Hamilton (Mercedes) P1: V. Bottas (Mercedes) NO: V. Bottas (Mercedes)               | Grand Prix Bahrajnu 29-31 marca Szczegółowy rezultatPP: Ch. Leclerc (Ferrari) P1: L. Hamilton (Mercedes) NO: Ch. Leclerc (Ferrari)          | Grand Prix Chin 12-14 kwietnia Szczegółowy rezultatPP: V. Bottas (Mercedes) P1: L. Hamilton (Mercedes) NO: P. Gasly (Red Bull)            | Grand Prix Azerbejdżanu 26-28 kwietnia Szczegółowy rezultatPP: V. Bottas (Mercedes) P1: V. Bottas (Mercedes NO: Ch. Leclerc (Ferrari)      |
| 5 | 6 | 7 | 8 |
| Grand Prix Hiszpanii 10-12 maja Szczegółowy rezultatPP: V. Bottas (Mercedes) P1: L. Hamilton (Mercedes) NO: L. Hamilton (Mercedes)              | Grand Prix Monako 23-26 maja Szczegółowy rezultatPP: L. Hamilton (Mercedes) P1: L. Hamilton (Mercedes) NO: P. Gasly (Red Bull)              | Grand Prix Kanady 7-9 czerwca Szczegółowy rezultatPP: S. Vettel (Ferrari) P1: L. Hamilton (Mercedes) NO: V. Bottas (Mercedes)             | Grand Prix Francji 21-23 czerwca Szczegółowy rezultatPP: L. Hamilton (Mercedes) P1: L. Hamilton (Mercedes NO: S. Vettel (Ferrari)          |
| 9 | 10 | 11 | 12 |
| Grand Prix Austrii 28-30 czerwca Szczegółowy rezultatPP: Ch. Leclerc (Ferrari) P1: M. Verstappen (Red Bull) NO: M. Verstappen (Red Bull)        | Grand Prix Wielkiej Brytanii 12-14 lipca Szczegółowy rezultatPP: V. Bottas (Mercedes) P1: L. Hamilton (Mercedes) NO: L. Hamilton (Mercedes) | Grand Prix Niemiec 26-28 lipca Szczegółowy rezultatPP: L. Hamilton (Mercedes) P1: M. Verstappen (Red Bull) NO: M. Verstappen (Red Bull)   | Grand Prix Węgier 2-4 sierpnia Szczegółowy rezultatPP: M. Verstappen (Red Bull) P1: L. Hamilton (Mercedes) NO: M. Verstappen (Red Bull)    |
| 13 | 14 | 15 | 16 |
| Grand Prix Belgii 30 sierpnia-1 września Szczegółowy rezultatPP: Ch. Leclerc (Ferrari) P1: Ch. Leclerc (Ferrari) NO: S. Vettel (Ferrari)        | Grand Prix Włoch 6-8 września Szczegółowy rezultatPP: Ch. Leclerc (Ferrari) P1: Ch. Leclerc (Ferrari) NO: L. Hamilton (Mercedes)            | Grand Prix Singapuru 20-22 września Szczegółowy rezultatPP: Ch. Leclerc (Ferrari) P1: S. Vettel (Ferrari) NO: K. Magnussen (Haas F1 Team) | Grand Prix Rosji 27-29 września Szczegółowy rezultatPP: Ch. Leclerc (Ferrari) P1: L. Hamilton (Mercedes) NO: L. Hamilton (Mercedes)        |
| 17 | 18 | 19 | 20 |
| Grand Prix Japonii 11-13 października Szczegółowy rezultatPP: S. Vettel (Ferrari) P1: V. Bottas (Mercedes) NO: L. Hamilton (Mercedes)           | Grand Prix Meksyku 25-27 października Szczegółowy rezultatPP: Ch. Leclerc (Ferrari) P1: L. Hamilton (Mercedes) NO: Ch. Leclerc (Ferrari)    | Grand Prix USA 1-3 listopada Szczegółowy rezultatPP: V. Bottas (Mercedes) P1: V. Bottas (Mercedes) NO: Ch. Leclerc (Ferrari)              | Grand Prix Brazylii 15-17 listopada Szczegółowy rezultatPP: M. Verstappen (Red Bull) P1: M. Verstappen (Red Bull) NO: V. Bottas (Mercedes) |
| 21 | | | |
| Grand Prix Abu Zabi 29 listopada-1 grudnia Szczegółowy rezultatPP: L. Hamilton (Mercedes) P1: L. Hamilton (Mercedes) NO: L. Hamilton (Mercedes) | | | |

### Zmiany w kalendarzu
- Grand Prix Stanów Zjednoczonych i Grand Prix Meksyku zamieniły się miejscami[63].

## Klasyfikacje

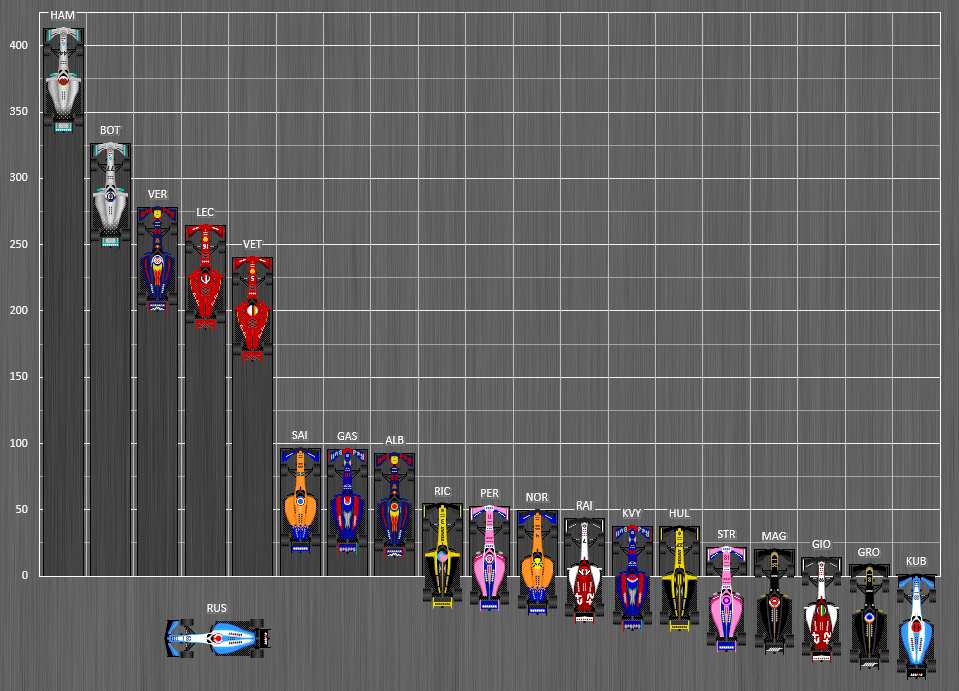
Klasyfikacja generalna przedstawiona w formie graficznej

| Legenda oznaczeń w tabelach wyników Wyświetl szablon na nowej stronie | Legenda oznaczeń w tabelach wyników Wyświetl szablon na nowej stronie                                                                     |
| Oznaczenie                                                            | Wyjaśnienie |
| --------------------------------------------------------------------- | --- |
| Złoty                                                                 | Zwycięzca lub mistrzostwo |
| Srebrny                                                               | 2. miejsce lub wicemistrzostwo |
| Brązowy                                                               | 3. miejsce lub II wicemistrzostwo |
| Zielony                                                               | Ukończył, punktował (w klasyfikacji generalnej, gdy zdobył co najmniej jeden punkt na przestrzeni sezonu, poza trzema powyższymi opcjami) |
| Niebieski                                                             | Ukończył, nie punktował (w klasyfikacji generalnej, gdy nie zdobył co najmniej jednego punktu na przestrzeni sezonu)                      |
| Czerwony                                                              | Nie zakwalifikował się (NZ) |
| Czerwony                                                              | Nie prekwalifikował się (NPK) |
| Różowy                                                                | Nie ukończył (NU) |
| Różowy                                                                | Niesklasyfikowany (NS) (w klasyfikacji generalnej, gdy nie został sklasyfikowany w żadnym wyścigu sezonu)                                 |
| Czarny                                                                | Zdyskwalifikowany (DK) |
| Czarny                                                                | Wykluczony (WYK/EX) |
| Biały                                                                 | Nie wystartował (NW) |
| Biały                                                                 | Kontuzjowany (K/INJ) |
| Biały                                                                 | Wyścig odwołany (OD/C) |
| Bez koloru                                                            | Został wycofany (WYC/WD) |
| Bez koloru                                                            | Nie przybył (NP/DNA) |
| Bez koloru                                                            | Nie brał udziału w treningach (NT/DNP) |
| Bez koloru                                                            | Nie został zgłoszony (–) |
| Pogrubienie                                                           | Start z pole position |
| Kursywa                                                               | Najszybsze okrążenie wyścigu |
| †                                                                     | Nie ukończył, ale jego rezultat został zaliczony ze względu na przejechanie więcej niż 90% dystansu wyścigu.                              |
| *                                                                     | Sezon w trakcie |
| 1/2/3                                                                 | Punktowana pozycja w sprincie |
| Lista systemów punktacji Formuły 1                                    | |

### Kierowcy
| Poz. | Kierowca           | Konstruktor         |    |     |     |    |    |    |    |    |    |    |     |    |     |    |    |    |    |    |     |     |    | Pkt. |
| ---- | ------------------ | ------------------- | -- | --- | --- | -- | -- | -- | -- | -- | -- | -- | --- | -- | --- | -- | -- | -- | -- | -- | --- | --- | -- | ---- |
| 1    | Lewis Hamilton     | Mercedes            | 2  | 1   | 1   | 2  | 1  | 1  | 1  | 1  | 5  | 1  | 9   | 1  | 2   | 3  | 4  | 1  | 3  | 1  | 2   | 7   | 1  | 413  |
| 2    | Valtteri Bottas    | Mercedes            | 1  | 2   | 2   | 1  | 2  | 3  | 4  | 2  | 3  | 2  | NU  | 8  | 3   | 2  | 5  | 2  | 1  | 3  | 1   | NU  | 4  | 326  |
| 3    | Max Verstappen     | Red Bull            | 3  | 4   | 4   | 4  | 3  | 4  | 5  | 4  | 1  | 5  | 1   | 2  | NU  | 8  | 3  | 4  | NU | 6  | 3   | 1   | 2  | 278  |
| 4    | Charles Leclerc    | Ferrari             | 5  | 3   | 5   | 5  | 5  | NU | 3  | 3  | 2  | 3  | NU  | 4  | 1   | 1  | 2  | 3  | 6  | 4  | 4   | 18† | 3  | 264  |
| 5    | Sebastian Vettel   | Ferrari             | 4  | 5   | 3   | 3  | 4  | 2  | 2  | 5  | 4  | 16 | 2   | 3  | 4   | 13 | 1  | NU | 2  | 2  | NU  | 17† | 5  | 240  |
| 6    | Carlos Sainz Jr.   | McLaren             | NU | 19† | 14  | 7  | 8  | 6  | 11 | 6  | 8  | 6  | 5   | 5  | NU  | NU | 12 | 6  | 5  | 13 | 8   | 3   | 10 | 96   |
| 7    | Pierre Gasly       | Red Bull/Toro Rosso | 11 | 8   | 6   | NU | 6  | 5  | 8  | 10 | 7  | 4  | 14† | 6  | 9   | 11 | 8  | 14 | 7  | 9  | 16† | 2   | 18 | 95   |
| 8    | Alexander Albon    | Toro Rosso/Red Bull | 14 | 9   | 10  | 11 | 11 | 8  | NU | 15 | 15 | 12 | 6   | 10 | 5   | 6  | 6  | 5  | 4  | 5  | 5   | 14  | 6  | 92   |
| 9    | Daniel Ricciardo   | Renault             | NU | 18† | 7   | NU | 12 | 9  | 6  | 11 | 12 | 7  | NU  | 14 | 14  | 4  | 14 | NU | DK | 8  | 6   | 6   | 11 | 54   |
| 10   | Sergio Pérez       | Racing Point        | 13 | 10  | 8   | 6  | 15 | 12 | 12 | 12 | 11 | 17 | NU  | 11 | 6   | 7  | NU | 7  | 8  | 7  | 10  | 9   | 7  | 52   |
| 11   | Lando Norris       | McLaren             | 12 | 6   | 18† | 8  | NU | 11 | NU | 9  | 6  | 11 | NU  | 9  | 11† | 10 | 7  | 8  | 11 | NU | 7   | 8   | 8  | 49   |
| 12   | Kimi Räikkönen     | Alfa Romeo          | 8  | 7   | 9   | 10 | 14 | 17 | 15 | 7  | 9  | 8  | 12  | 7  | 16  | 15 | NU | 13 | 12 | NU | 11  | 4   | 13 | 43   |
| 13   | Daniił Kwiat       | Toro Rosso          | 10 | 12  | NU  | NU | 9  | 7  | 10 | 14 | 17 | 9  | 3   | 15 | 7   | NU | 15 | 12 | 10 | 11 | 12  | 10  | 9  | 37   |
| 14   | Nico Hülkenberg    | Renault             | 7  | 17† | NU  | 14 | 13 | 13 | 7  | 8  | 13 | 10 | NU  | 12 | 8   | 5  | 9  | 10 | DK | 10 | 9   | 15  | 12 | 37   |
| 15   | Lance Stroll       | Racing Point        | 9  | 14  | 12  | 9  | NU | 16 | 9  | 13 | 14 | 13 | 4   | 17 | 10  | 12 | 13 | 11 | 9  | 12 | 13  | 19† | NU | 21   |
| 16   | Kevin Magnussen    | Haas                | 6  | 13  | 13  | 13 | 7  | 14 | 17 | 17 | 19 | NU | 8   | 13 | 12  | NU | 17 | 9  | 15 | 15 | 18† | 11  | 14 | 20   |
| 17   | Antonio Giovinazzi | Alfa Romeo          | 15 | 11  | 15  | 12 | 16 | 19 | 13 | 16 | 10 | NU | 13  | 18 | 18† | 9  | 10 | 15 | 14 | 14 | 14  | 5   | 16 | 14   |
| 18   | Romain Grosjean    | Haas                | NU | NU  | 11  | NU | 10 | 10 | 14 | NU | 16 | NU | 7   | NU | 13  | 16 | 11 | NU | 13 | 17 | 15  | 13  | 15 | 8    |
| 19   | Robert Kubica      | Williams            | 17 | 16  | 17  | 16 | 18 | 18 | 18 | 18 | 20 | 15 | 10  | 19 | 17  | 17 | 16 | NU | 17 | 18 | NU  | 16  | 19 | 1    |
| 20   | George Russell     | Williams            | 16 | 15  | 16  | 15 | 17 | 15 | 16 | 19 | 18 | 14 | 11  | 16 | 15  | 14 | NU | NU | 16 | 16 | 17  | 12  | 17 | 0    |

### Konstruktorzy
| Poz. | Konstruktor               | Nr. | Australia | Bahrajn |     | Azerbejdżan | Hiszpania | Monako | Kanada |    | Austria | Wielka Brytania | Niemcy | Węgry | Belgia | Włochy | Singapur | Rosja | Japonia | Meksyk | Stany Zjednoczone | Brazylia |    | Punkty |
| ---- | ------------------------- | --- | --------- | ------- | --- | ----------- | --------- | ------ | ------ | -- | ------- | --------------- | ------ | ----- | ------ | ------ | -------- | ----- | ------- | ------ | ----------------- | -------- | -- | ------ |
| 1    | Mercedes                  | 44  | 2         | 1       | 1   | 2           | 1         | 1      | 1      | 1  | 5       | 1               | 9      | 1     | 2      | 3      | 4        | 1     | 3       | 1      | 2                 | 7        | 1  | 739    |
| 1    | Mercedes                  | 77  | 1         | 2       | 2   | 1           | 2         | 3      | 4      | 2  | 3       | 2               | NU     | 8     | 3      | 2      | 5        | 2     | 1       | 3      | 1                 | NU       | 4  | 739    |
| 2    | Ferrari                   | 5   | 4         | 5       | 3   | 3           | 4         | 2      | 2      | 5  | 4       | 16              | 2      | 3     | 4      | 13     | 1        | NU    | 2       | 2      | NU                | 17†      | 5  | 504    |
| 2    | Ferrari                   | 16  | 5         | 3       | 5   | 5           | 5         | NU     | 3      | 3  | 2       | 3               | NU     | 4     | 1      | 1      | 2        | 3     | 6       | 4      | 4                 | 18†      | 3  | 504    |
| 3    | Red Bull Racing-Honda     | 10  | 11        | 8       | 6   | NU          | 6         | 5      | 8      | 10 | 7       | 4               | 14†    | 6     | –      | –      | –        | –     | –       | –      | –                 | –        | –  | 417    |
| 3    | Red Bull Racing-Honda     | 23  | –         | –       | –   | –           | –         | –      | –      | –  | –       | –               | –      | –     | 5      | 6      | 6        | 5     | 4       | 5      | 5                 | 14       | 6  | 417    |
| 3    | Red Bull Racing-Honda     | 33  | 3         | 4       | 4   | 4           | 3         | 4      | 5      | 4  | 1       | 5               | 1      | 2     | NU     | 8      | 3        | 4     | NU      | 6      | 3                 | 1        | 2  | 417    |
| 4    | McLaren-Renault           | 4   | 12        | 6       | 18† | 8           | NU        | 11     | NU     | 9  | 6       | 11              | NU     | 9     | 11†    | 10     | 7        | 8     | 11      | NU     | 7                 | 8        | 8  | 145    |
| 4    | McLaren-Renault           | 55  | NU        | 19†     | 14  | 7           | 8         | 6      | 11     | 6  | 8       | 6               | 5      | 5     | NU     | NU     | 12       | 6     | 5       | 13     | 8                 | 3        | 10 | 145    |
| 5    | Renault                   | 3   | NU        | 18†     | 7   | NU          | 12        | 9      | 6      | 11 | 12      | 7               | NU     | 14    | 14     | 4      | 14       | NU    | DK      | 8      | 6                 | 6        | 11 | 91     |
| 5    | Renault                   | 27  | 7         | 17†     | NU  | 14          | 13        | 13     | 7      | 8  | 13      | 10              | NU     | 12    | 8      | 5      | 9        | 10    | DK      | 10     | 9                 | 15       | 12 | 91     |
| 6    | Scuderia Toro Rosso-Honda | 10  | –         | –       | –   | –           | –         | –      | –      | –  | –       | –               | –      | –     | 9      | 11     | 8        | 14    | 7       | 9      | 16†               | 2        | 18 | 85     |
| 6    | Scuderia Toro Rosso-Honda | 23  | 14        | 9       | 10  | 11          | 11        | 8      | NU     | 15 | 15      | 12              | 6      | 10    | –      | –      | –        | –     | –       | –      | –                 | –        | –  | 85     |
| 6    | Scuderia Toro Rosso-Honda | 26  | 10        | 12      | NU  | NU          | 9         | 7      | 10     | 14 | 17      | 9               | 3      | 15    | 7      | NU     | 15       | 12    | 10      | 11     | 12                | 10       | 9  | 85     |
| 7    | Racing Point-BWT Mercedes | 11  | 13        | 10      | 8   | 6           | 15        | 12     | 12     | 12 | 11      | 17              | NU     | 11    | 6      | 7      | NU       | 7     | 8       | 7      | 10                | 9        | 7  | 73     |
| 7    | Racing Point-BWT Mercedes | 18  | 9         | 14      | 12  | 9           | NU        | 16     | 9      | 13 | 14      | 13              | 4      | 17    | 10     | 12     | 13       | 11    | 9       | 12     | 13                | 19†      | NU | 73     |
| 8    | Alfa Romeo Racing-Ferrari | 7   | 8         | 7       | 9   | 10          | 14        | 17     | 15     | 7  | 9       | 8               | 12     | 7     | 16     | 15     | NU       | 13    | 12      | NU     | 11                | 4        | 13 | 57     |
| 8    | Alfa Romeo Racing-Ferrari | 99  | 15        | 11      | 15  | 12          | 16        | 19     | 13     | 16 | 10      | NU              | 13     | 18    | 18†    | 9      | 10       | 15    | 14      | 14     | 14                | 5        | 16 | 57     |
| 9    | Haas-Ferrari              | 8   | NU        | NU      | 11  | NU          | 10        | 10     | 14     | NU | 16      | NU              | 7      | NU    | 13     | 16     | 11       | NU    | 13      | 17     | 15                | 13       | 15 | 28     |
| 9    | Haas-Ferrari              | 20  | 6         | 13      | 13  | 13          | 7         | 14     | 17     | 17 | 19      | NU              | 8      | 13    | 12     | NU     | 17       | 9     | 15      | 15     | 18†               | 11       | 14 | 28     |
| 10   | Williams-Mercedes         | 63  | 16        | 15      | 16  | 15          | 17        | 15     | 16     | 19 | 18      | 14              | 11     | 16    | 15     | 14     | NU       | NU    | 16      | 16     | 17                | 12       | 17 | 1      |
| 10   | Williams-Mercedes         | 88  | 17        | 16      | 17  | 16          | 18        | 18     | 18     | 18 | 20      | 15              | 10     | 19    | 17     | 17     | 16       | NU    | 17      | 18     | NU                | 16       | 19 | 1      |
| Poz. | Konstruktor               | Nr. | Australia | Bahrajn |     | Azerbejdżan | Hiszpania | Monako | Kanada |    | Austria | Wielka Brytania | Niemcy | Węgry | Belgia | Włochy | Singapur | Rosja | Japonia | Meksyk | Stany Zjednoczone | Brazylia |    | Punkty |